# Prominenza topografica

Prominenza topografica. I tre segmenti verticali indicano le prominenze delle rispettive alture.

La prominenza topografica (detta anche fattore primario o altezza relativa) in topografia e in orografia è un concetto usato per la classificazione delle colline, delle montagne, dei vulcani e delle alture in genere, per determinarne l'importanza.

## Etimologia
Il termine prominenza deriva dal latino mons, la stessa radice alla base della parola montagna, tramite il termine prominentia ("sporgenza").

## Descrizione

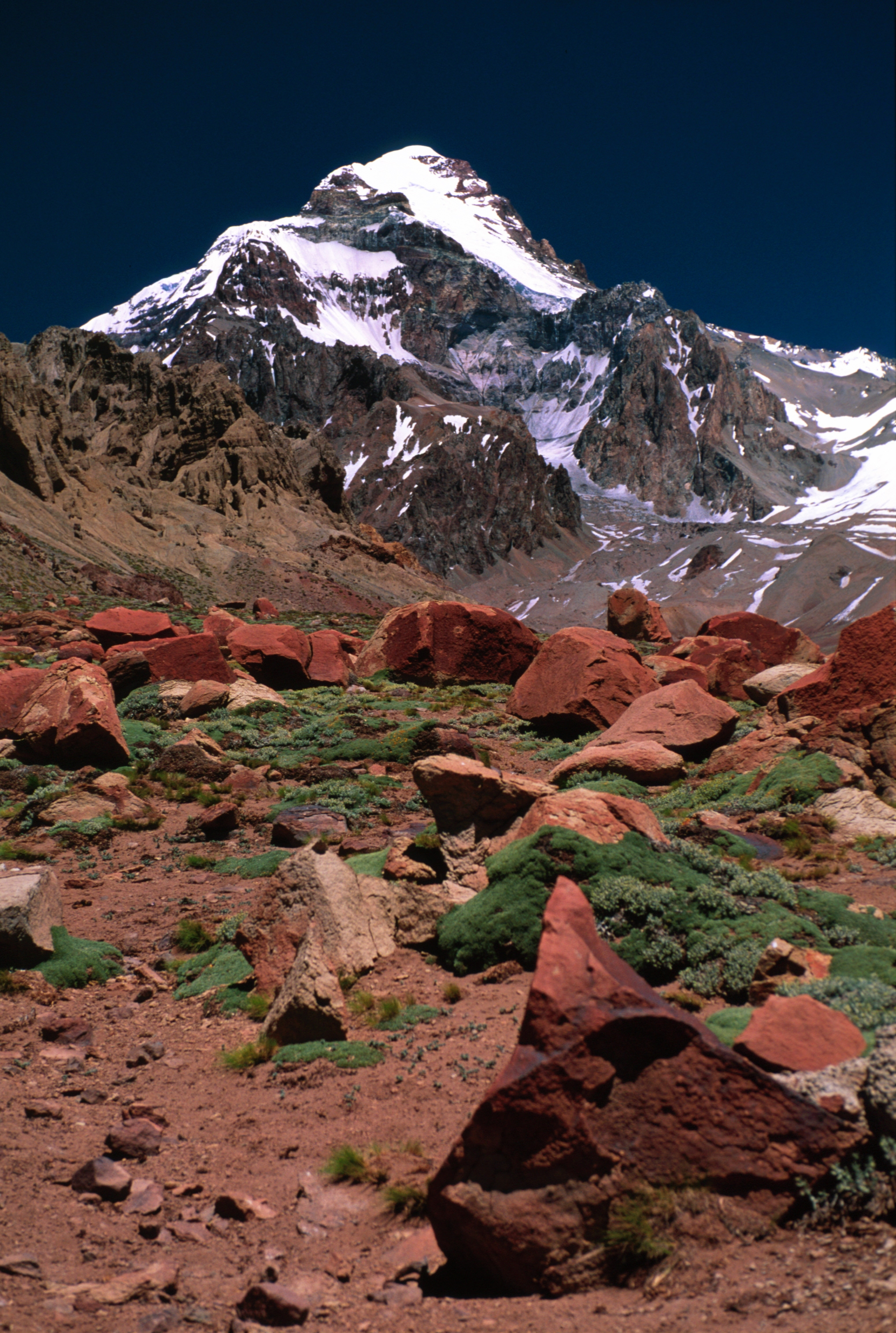
L'Aconcagua, seconda montagna della terra per prominenza dopo l'Everest

### Definizione

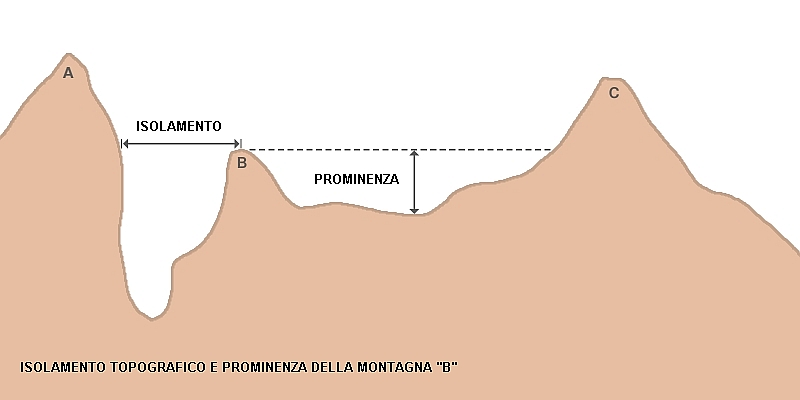
Esempio di prominenza e di isolamento topografico

La prominenza di un rilievo viene definita come la differenza tra la sua altitudine e la quota minima alla quale bisogna discendere dalla vetta del rilievo per raggiungere un qualsiasi altro rilievo di altitudine maggiore. In altre parole, per prominenza di una montagna si intende la distanza verticale tra la sua sommità e la più bassa isoipsa (curva di livello) che la racchiude e non contiene alcuna montagna più alta. 
La prominenza, come l'altitudine, è un valore assoluto per una montagna perché dipende solamente dal punto più basso che la divide da qualunque montagna più alta. Intuitivamente la prominenza indica quanto una montagna si staglia sul suo territorio circostante, cioè isolata dalle altre più elevate. In forma empirica si può dire che la prominenza di una montagna è l'altezza della montagna stessa a partire dalla sua base, ovvero la sua altezza isolata.
Per tutte le montagne, eccetto il monte Everest, esiste una montagna di altitudine maggiore e perciò è possibile definirne la prominenza. Per il monte Everest la prominenza viene definita coincidente con la sua altitudine. Dalla definizione data discende che per la montagna più alta di un'isola la prominenza coincide con l'altitudine.

### Calcolo
Per il calcolo della prominenza di una montagna è necessario individuare il punto minimo (in inglese Saddle o Key Col) attorno alla montagna stessa, fino al quale è necessario scendere per salire su un'altra di altitudine maggiore. Il punto minimo è normalmente un valico, ma può anche essere una laguna oppure la superficie del mare. Sovente il punto minimo è nei pressi della montagna; in certi casi ne è lontanissimo. In alcune zone del mondo, come ad esempio nel Regno Unito, sono stati definiti appositi protocolli per calcolarlo. 
Una volta individuato il punto minimo la prominenza viene calcolata:
Prominenza = Altitudine della montagna - Altitudine del punto minimo
Quando la cartografia disponibile non è abbastanza precisa e il valore dell'altitudine del punto di minimo e/o quello della vetta non sono indicati, è necessario utilizzare metodi di calcolo più approssimativi. In particolare si ottiene una prominenza ottimistica ("Optimistic Prominence") se si calcola come punto di minimo la ultima isoipsa disponibile che precede i colle, e come quota della vetta l'isoipsa superiore a quella che contiene la cima. Al contrario la prominenza pessimistica ("Pessimistic  Prominence") considera per il punto di minimo l'isoipsa appena superiore allo stesso, e per la vetta l'ultima isoipsa che la contiene. Un metodo di calcolo intermedio è quello che determina la prominenza media" ("Average Prominence"), e che utilizza sia per il punto di minimo sia per la vetta la quota intermedia tra l'isoipsa superiore e quella inferiore.
La determinazione della prominenza di una montagna può essere molto difficile, soprattutto quando il punto minimo è molto lontano. Partendo dai modelli digitalizzati della terra è possibile trovare degli algoritmi per il calcolo della prominenza.

## Vetta superiore o vetta madre
La vetta superiore o vetta madre (in inglese: parent peak) di un'altura A è un punto più alto di A che è connesso ad A attraverso il punto minimo. Vi sono diversi criteri per determinare quale sia la vetta madre di un'altura; di seguito ne sono descritti alcuni.

### Criterio del contorno o criterio dell'isola
Per applicare tale criterio si prende come riferimento il punto di minimo, che costituisce il punto d'incontro di due linee isoipse chiuse ad anello, una contenente l'altura A e l'altra contenente almeno una vetta più alta. La vetta superiore (o vetta madre) di A (in inglese Prominence Island Parent (PIP)) è la vetta più alta tra quelle contenute nel secondo anello. Intuitivamente, si può immaginare la situazione come segue: se il livello del mare crescesse fino al punto minimo, vi sarebbero due isole unite da un istmo nel punto minimo, una contenente l'altura A, l'altra contenente la vetta superiore, ovvero il punto più elevato della seconda isola.
Si prenda ad esempio il Monte Bianco, il cui punto minimo si trova nei pressi del lago Onega, in Russia, ad una quota di 113 m s.l.m. Determinandone la prominenza con questo criterio, la sua vetta superiore risulta essere l'Elbrus, la vetta più alta contenuta nella isoipsa chiusa di quota 113 m che parte dal punto minimo e non contiene il Monte Bianco.
Il principale difetto di questo criterio è quello di essere poco intuitivo dal punto di vista del posizionamento reciproco delle due vette. Ci si aspetterebbe infatti che la vetta superiore si trovi in prossimità dell'altura A, mentre questo criterio porta a vette superiori anche molto lontane dal punto di partenza.

### Criterio della prominenza
Secondo questo criterio (in inglese Prominence Parent (PP)), la vetta superiore si trova proseguendo lungo tutte le creste dal punto minimo fino a trovare una vetta che ha una prominenza topografica superiore ad A. In base a questo criterio, la vetta superiore del Monte Bianco risulta essere il monte Elbrus, nel Caucaso.

### Criterio dell'altezza
Questo criterio (in inglese Nearest Higher Neighbour (NHN)), meno utilizzato, richiede di stabilire a priori una soglia di prominenza definita. Dall'altura A, si prosegue lungo tutte le creste fino a trovare una vetta che sia più alta di A, ed abbia una prominenza superiore alla soglia stabilita.
In base a questo criterio, la vetta superiore del Monte Bianco risulta essere una montagna del Caucaso: a seconda della soglia di prominenza stabilita, può essere un picco minore della catena caucasica (soglia piccola), oppure il monte Elbrus (soglia grande).
Il principale difetto di questa definizione è che va contro il concetto intuitivo che la vetta superiore di un'altura A dovrebbe essere a sua volta più prominente di A.

### Importanza del concetto

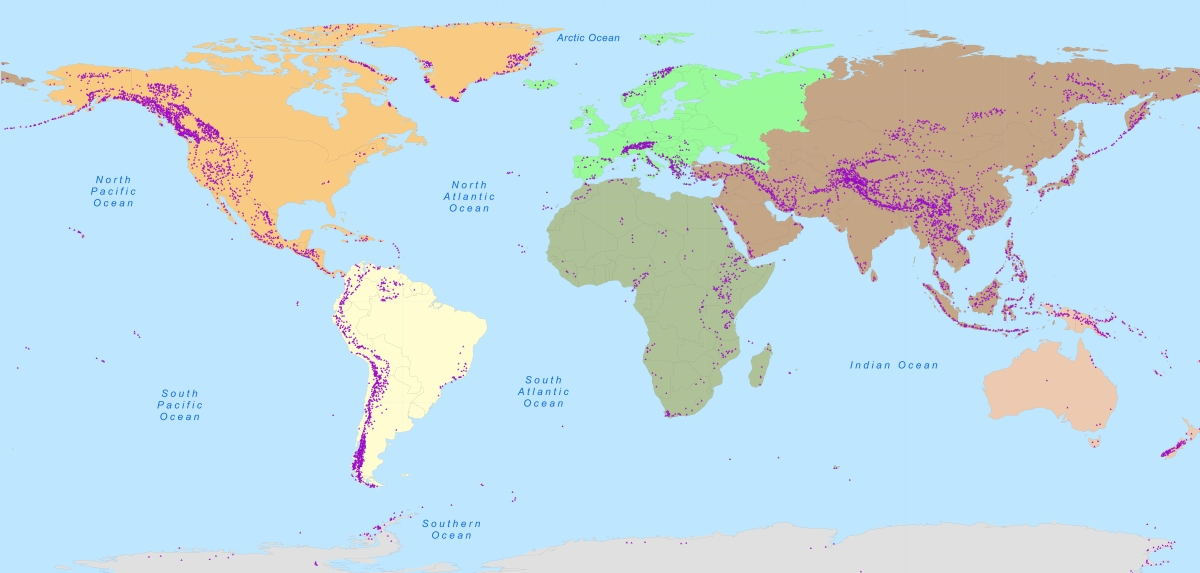
Distribuzione dei ribus, ovvero delle montagne con più di 1000 metri di prominenza

La prominenza è un dato rilevante come l'altitudine o l'isolamento topografico per determinare l'importanza di una montagna. I monti di prominenza bassa comunemente sono monti sussidiari (anticime e/o sottocime) di altri principali; i monti la cui prominenza è alta hanno una notevole importanza, dato che tendono a essere i punti più elevati della zona.  Lo scrittore Matteo Righetto osserva che il prestigio di una montagna non è dato dall'altitudine, bensì dalla prominenza, e che la prominenza conta molto più dell'altezza, paragonandola anche alle vicende umane.

## Le prime montagne secondo la prominenza
Ecco la lista delle prime dieci montagne classificate secondo la prominenza topografica (criterio del contorno):
| n. | Montagna                 | Nazione                  | Altitudine (m) | Prominenza (m) | Punto minimo (m) | Vetta superiore                             |
| -- | ------------------------ | ------------------------ | -------------- | -------------- | ---------------- | ------------------------------------------- |
| 1  | Everest                  | Nepal Cina               | 8 848          | 8 848          | 0                | nessuna — vetta più alta in Africa-Eurasia  |
| 2  | Aconcagua                | Argentina                | 6 962          | 6 962          | 0                | nessuna — vetta più alta in America         |
| 3  | Monte McKinley (Denali)  | Stati Uniti (Alaska)     | 6 194          | 6 138          | 56               | Aconcagua                                   |
| 4  | Kilimangiaro             | Tanzania                 | 5 895          | 5 885          | 10               | Everest                                     |
| 5  | Picco Cristoforo Colombo | Colombia                 | 5 775          | 5 584          | 191              | Aconcagua                                   |
| 6  | Monte Logan              | Canada (Yukon)           | 5 959          | 5 250          | 709              | Monte McKinley                              |
| 7  | Pico de Orizaba          | Messico                  | 5 636          | 4 922          | 714              | Monte Logan                                 |
| 8  | Monte Vinson             | Antartide                | 4 892          | 4 892          | 0                | nessuna — vetta più alta nell'Antartide     |
| 9  | Puncak Jaya              | Indonesia (Nuova Guinea) | 4 884          | 4 884          | 0                | nessuna — vetta più alta nella Nuova Guinea |
| 10 | Monte Elbrus             | Russia                   | 5 642          | 4 741          | 901              | Everest                                     |